# Amphoe Khanu Woralaksaburi
Amphoe Khanu Woralaksaburi (Thai: อำเภอขาณุวรลักษบุรี) ist ein Landkreis (Amphoe – Verwaltungs-Distrikt)  im Südosten der Provinz Kamphaeng Phet. Die Provinz Kamphaeng Phet liegt in der Nordregion von Thailand. 

## Geographie
Benachbarte Amphoe sind vom Westen her gesehen: die Amphoe Pang Sila Thong, Khlong Khlung und Bueng Samakkhi der Provinz Kamphaeng Phet sowie die Amphoe Banphot Phisai, Lat Yao und Mae Wong in der Provinz Nakhon Sawan.

## Geschichte
1987 führten Studenten der Silpakorn-Universität (Bangkok) archäologische Untersuchungen auf dem Gebiet von Khanu Woralaksaburi durch. Dabei fanden sie bei Khao Kalon mehrere Tausend Jahre alte Steinäxte und Tonkrüge. 
Zur Zeit des Königreichs Sukhothai war Mueang Saen To eine alte Stadt ebenso wie Mueang Trai Trueng, Phan, Khanathi, Nakhon Chum, Thep Nakhon und Chakangrao (alle auf dem Gebiet der Provinz Kamphaeng Phet).
Saen To wurde zunächst als „Zweigkreis“ (King Amphoe) eingerichtet, indem die Tambon Saen To, Salok Bat, Bo Tham, Yang Sung und Rahan vom Amphoe Khlong Khlung abgetrennt wurden. Der Unterbezirk wurde 1939 in Khanu Woralaksaburi umbenannt. 
Im Jahre 1947 wurde er zum Amphoe heraufgestuft.

## Verwaltung

### Provinzverwaltung
Der Landkreis Khanu Woralaksaburi ist in elf Tambon („Unterbezirke“ oder „Gemeinden“) eingeteilt, die sich weiter in 143 Muban („Dörfer“) unterteilen.
| Nr. | Name         | Thai    | Muban | Einw.  |
| --- | ------------ | ------- | ----- | ------ |
| 03. | Yang Sung    | ยางสูง   | 09    | 07.495 |
| 04. | Pa Phutsa    | ป่าพุทรา  | 16    | 09.860 |
| 05. | Saen To      | แสนตอ   | 07    | 09.360 |
| 06. | Salokbat     | สลกบาตร | 07    | 12.050 |
| 07. | Bo Tham      | บ่อถ้ำ    | 18    | 13.095 |
| 08. | Don Taeng    | ดอนแตง  | 09    | 04.904 |
| 09. | Wang Chaphlu | วังชะพลู  | 20    | 13.923 |
| 10. | Khong Phai   | โค้งไผ่   | 13    | 06.489 |
| 11. | Pang Makha   | ปางมะค่า | 24    | 17.429 |
| 12. | Wang Hamhae  | วังหามแห | 12    | 07.797 |
| 13. | Ko Tan       | เกาะตาล | 08    | 04.281 |

### Lokalverwaltung
Es gibt eine Kommune mit „Stadt“-Status (Thesaban Mueang) im Landkreis:
- Pang Makha (Thai: เทศบาลเมืองปางมะค่า) bestehend aus dem kompletten Tambon Pang Makha.

Es gibt zwei Kommunen mit „Kleinstadt“-Status (Thesaban Tambon) im Landkreis:
- Khanu Woralaksaburi (Thai: เทศบาลตำบลขาณุวรลักษบุรี) bestehend aus den Teilen der Tambon Yang Sung, Pa Phutsa, Saen To.
- Salokbat (Thai: เทศบาลตำบลสลกบาตร) bestehend aus Teilen des Tambon Salokbat.

Außerdem gibt es zehn „Tambon-Verwaltungsorganisationen“ (องค์การบริหารส่วนตำบล – Tambon Administrative Organizations, TAO)
- Yang Sung (Thai: องค์การบริหารส่วนตำบลยางสูง) bestehend aus Teilen des Tambon Yang Sung.
- Pa Phutsa (Thai: องค์การบริหารส่วนตำบลป่าพุทรา) bestehend aus Teilen des Tambon Pa Phutsa.
- Saen To (Thai: องค์การบริหารส่วนตำบลแสนตอ) bestehend aus Teilen des Tambon Saen To.
- Salokbat (Thai: องค์การบริหารส่วนตำบลสลกบาตร) bestehend aus Teilen des Tambon Salokbat.
- Bo Tham (Thai: องค์การบริหารส่วนตำบลบ่อถ้ำ) bestehend aus dem kompletten Tambon Bo Tham.
- Don Taeng (Thai: องค์การบริหารส่วนตำบลดอนแตง) bestehend aus dem kompletten Tambon Don Taeng.
- Wang Chaphlu (Thai: องค์การบริหารส่วนตำบลวังชะพลู) bestehend aus dem kompletten Tambon Wang Chaphlu.
- Khong Phai (Thai: องค์การบริหารส่วนตำบลโค้งไผ่) bestehend aus dem kompletten Tambon Khong Phai.
- Wang Hamhae (Thai: องค์การบริหารส่วนตำบลวังหามแห) bestehend aus dem kompletten Tambon Wang Hamhae.
- Ko Tan (Thai: องค์การบริหารส่วนตำบลเกาะตาล) bestehend aus dem kompletten Tambon Ko Tan.